# De verzoening
De verzoening is een nummer van de Nederlandse band Frank Boeijen Groep. Het nummer verscheen op hun album In natura uit 1986. Aan het eind van dat jaar werd het nummer uitgebracht als de derde single van het album.

## Achtergrond
De tekst van "De verzoening", geschreven door zanger Frank Boeijen, gaat over het terugwinnen van een verloren liefde. De hoofdpersoon uit het nummer lijkt te zijn vreemdgegaan en wil dat zijn ex hem vergeeft en lief heeft.
Aangezien de regel "Heb mij lief" vaak wordt gezongen in het refrein, wordt het nummer soms foutief ook "Heb mij lief" genoemd. Het nummer werd geen grote hit - zo bereikte het slechts de 32e plaats in de Nederlandse Top 40, terwijl het in de Nationale Hitparade een positie hoger piekte - maar desondanks is het een van de meest populaire nummers van de band gebleven. De band speelde het nummer tijdens het televisieprogramma Toppop in de uitzending van 20 december 1986. Toen Boeijen in 2014 de Lennaert Nijgh Prijs, de prijs voor beste tekstdichter, in ontvangst nam, vertelde hij dat "De verzoening" zijn meest dierbare nummer is.
Het nummer werd een aantal malen gecoverd. Zo is het op de plaat gezet door Mathilde Santing en Ernst Daniël Smid. In 1994 zette Liesbeth List het nummer op haar album List, dat werd geproduceerd door Boeijen. Daarnaast werd het in 2012 gezongen door Gordon in een aflevering van de televisieserie De beste zangers unplugged. In 2023 was het lied te horen in The Passion.

## Hitnoteringen

### Nederlandse Top 40
| Hitnotering: 10-01-1987 t/m 31-01-1987 | Hitnotering: 10-01-1987 t/m 31-01-1987 | Hitnotering: 10-01-1987 t/m 31-01-1987 | Hitnotering: 10-01-1987 t/m 31-01-1987 | Hitnotering: 10-01-1987 t/m 31-01-1987 | Hitnotering: 10-01-1987 t/m 31-01-1987 |
| Week                                   | 1                                      | 2                                      | 3                                      | 4                                      |                                        |
| -------------------------------------- | -------------------------------------- | -------------------------------------- | -------------------------------------- | -------------------------------------- | -------------------------------------- |
| Nummer                                 | 40                                     | 32                                     | 32                                     | 38                                     | uit                                    |

### Nationale Hitparade
| Hitnotering: 20-12-1986 t/m 31-01-1987 | Hitnotering: 20-12-1986 t/m 31-01-1987 | Hitnotering: 20-12-1986 t/m 31-01-1987 | Hitnotering: 20-12-1986 t/m 31-01-1987 | Hitnotering: 20-12-1986 t/m 31-01-1987 | Hitnotering: 20-12-1986 t/m 31-01-1987 | Hitnotering: 20-12-1986 t/m 31-01-1987 | Hitnotering: 20-12-1986 t/m 31-01-1987 |
| Week                                   | 1                                      | 2                                      | 3                                      | 4                                      | 5                                      | 6                                      |                                        |
| -------------------------------------- | -------------------------------------- | -------------------------------------- | -------------------------------------- | -------------------------------------- | -------------------------------------- | -------------------------------------- | -------------------------------------- |
| Positie                                | 50                                     | 45                                     | 31                                     | 32                                     | 35                                     | 46                                     | uit                                    |

### NPO Radio 2 Top 2000
| Nummer met noteringen in de NPO Radio 2 Top 2000 | '06 | '07 | '08 | '09 | '10 | '11 | '12 | '13 | '14 | '15 | '16 | '17 | '18 | '19 | '20 | '21 | '22 | '23 | '24 |
| ------------------------------------------------ | --- | --- | --- | --- | --- | --- | --- | --- | --- | --- | --- | --- | --- | --- | --- | --- | --- | --- | --- |
| De verzoening                                    | 377 | 388 | 785 | 440 | 560 | 618 | 497 | 466 | 464 | 480 | 737 | 607 | 702 | 642 | 632 | 653 | 680 | 668 | 611 |

1. ↑  Een vetgedrukt getal geeft de hoogste notering aan.
2. ↑  2006 was het eerste jaar met een notering voor dit nummer.